# 야코블레프 Yak-130
야코블레프 Yak-130(Yakovlev Yak-130)는 NATO 보고명: 미튼으로, 야코블레프 설계국과 아에르마키가 "Yak/AEM-130"으로 공동 개발한 아음속 2인승 고등 제트 훈련기이자 경전투기다. 잠재적인 경공격기로도 홍보되었다. 항공기 개발은 1991년에 시작되었으며, 1996년 4월 25일에 초도 비행이 이루어졌다. 2002년에는 러시아 정부의 훈련기 입찰에서 선정되었고, 2010년에는 러시아 공군에 도입되었다. 고등 훈련기로서 Yak-130은 여러 4세대+ 전투기뿐만 아니라 5세대 수호이 Su-57의 특성도 재현할 수 있다. 또한 경공격 및 정찰 임무를 수행할 수 있으며, 3,000kg의 전투 하중을 운반할 수 있다.

## 개발사

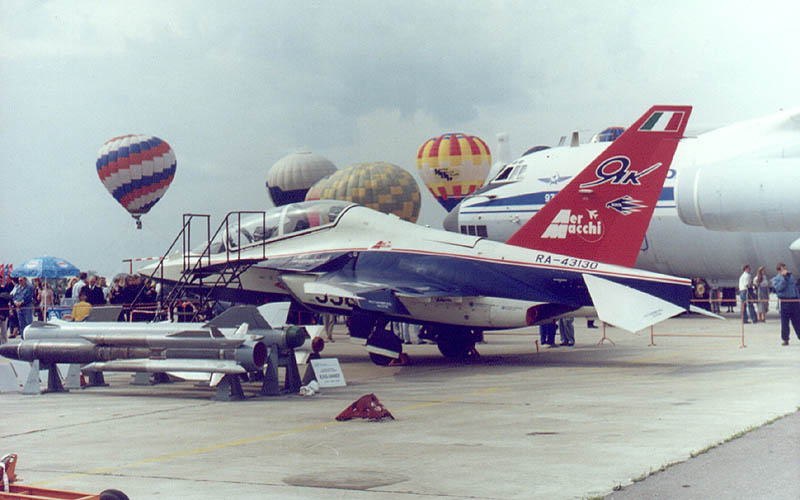
1999년 주콥스키 비행장의 Yak-130

1990년대 초, 소련 정부는 체코산 아에로 L-29 델핀 및 아에로 L-39 알바트로스 제트 훈련기를 대체할 새로운 항공기 개발을 업계에 요청했다. 5개 설계국이 제안서를 제출했다. 그중에는 수호이 S-54, 미야시셰프 M-200, 미코얀 MiG-AT, 야코블레프 Yak-UTS가 포함되었다. 1991년, 다른 제안들은 철회되었고 MiG-AT와 Yak-UTS만이 남았다. 새로 독립한 러시아 공군은 약 1,000대의 항공기가 필요할 것으로 추정했다.
Yak-UTS의 개발은 1991년에 시작되었고, 설계는 1993년 9월에 완료되었다. 그러나 소련의 붕괴로 야코블레프는 해외 파트너를 찾을 수밖에 없었다. 1992년에 논의를 시작한 후, 1993년에 이탈리아 회사 아에르마키와 항공기를 공동 개발하기로 합의했으며, 이 항공기는 이제 Yak/AEM-130이 되었다. 아에르마키는 프로젝트의 재정 및 기술 지원을 담당하게 되었다. Yak-130D로 명명된 첫 번째 프로토타입은 러시아 니즈니노브고로드의 소콜에서 제작되었으며, 1995년 6월에 공개되었다. 이 항공기는 1996년 4월 25일 야코블레프 수석 시험 비행사 안드레이 시니친의 조종으로 주콥스키 국제공항에서 첫 비행을 했다.
2000년, 두 회사 간의 우선순위 차이로 인해 파트너십이 종료되었고, 각사는 항공기를 독립적으로 개발하게 되었다. 이탈리아 버전은 M-346으로 명명되었고, 야코블레프는 항공기의 기술 문서에 대해 7,700만 달러를 받았다. 야코블레프는 독립국가연합, 인도, 슬로바키아, 알제리와 같은 국가에 항공기를 판매할 수 있게 되었다. 아에르마키는 NATO 국가 등을 포함하여 판매할 수 있었다.
2002년 3월, 블라디미르 미하일로프 총사령관은 Yak-130과 MiG-AT가 러시아 공군의 새로운 훈련기로 선정되었다고 밝혔다. 그러나 Yak-130은 훈련기 및 전투기라는 이중 역할을 수행할 수 있어 더 우수하다고 평가되었다. 2002년 4월 10일, Yak-130은 MiG-AT를 제치고 기본 및 고등 조종사 훈련용 훈련기 입찰에서 승자로 선정되었다고 발표되었다. 그때까지 러시아 공군은 Yak-130 10대를 주문했으며, 4대의 선행 생산 항공기 건설 및 테스트를 포함한 연구 개발 총 비용은 약 2억 달러에 달했는데, 이 중 84%는 야코블레프가, 나머지는 러시아 정부가 자금을 조달했다. 그러나 이미 1996년에 5억 달러가 지출되었다는 보고도 있었다.
Yak-130을 기반으로 한 경공격기 개발 계획은 2011년 말에 중단되었다. Yak-131로 명명된 이 항공기는 러시아 공군이 제시한 중요한 조종사 안전 요구 사항을 충족하지 못했다. 공군은 대신 수호이 Su-25를 기반으로 한 대체 기종에 초점을 맞추었다.

## 설계

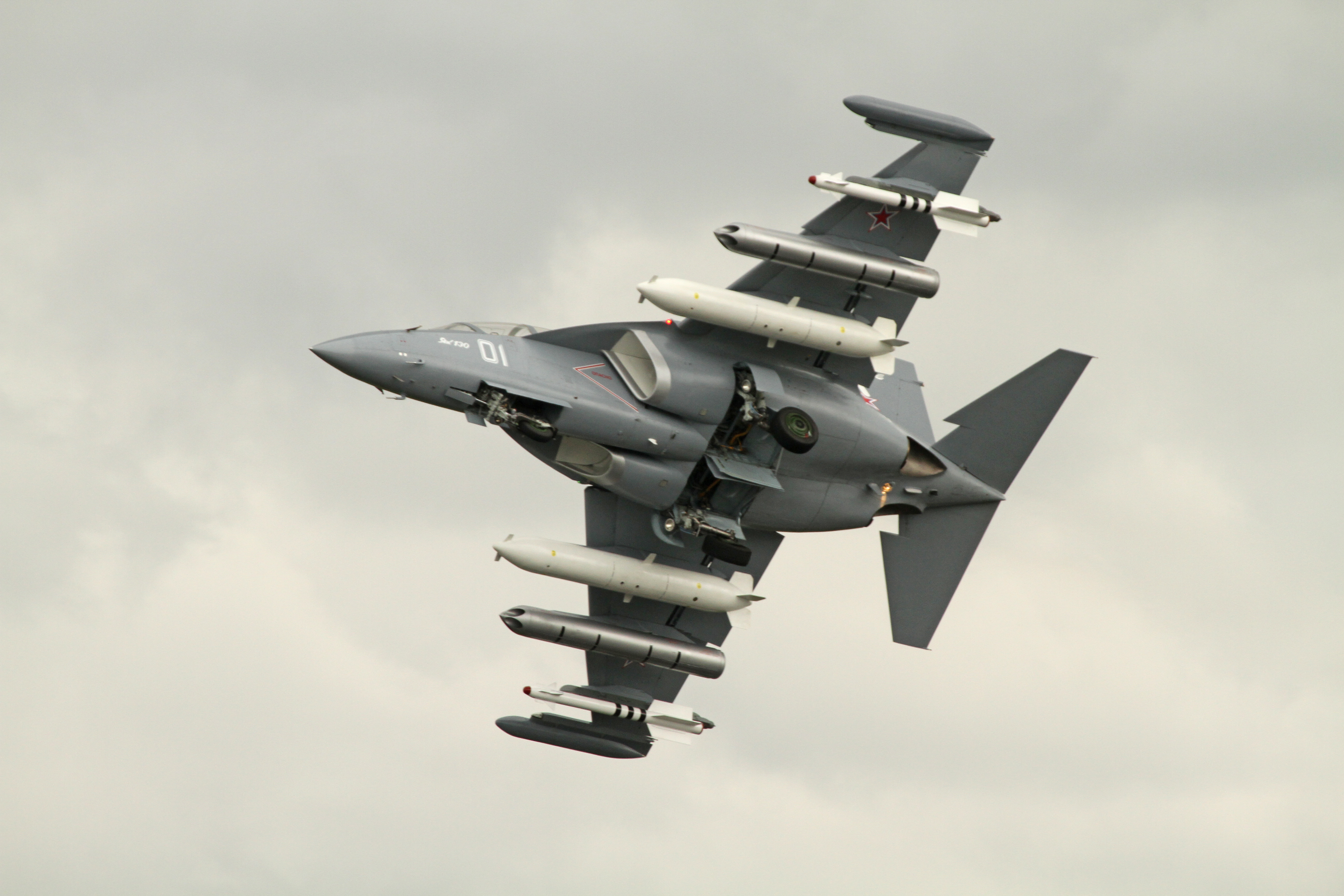
Yak-130의 밑면

Yak-130은 러시아의 4세대 및 5세대 전투기의 특성을 재현할 수 있는 고등 조종사 훈련기다. 이는 1553 데이터버스 규격의 오픈 아키텍처 디지털 회로 항전 장비, 완전 디지털 글래스 콕핏, 4채널 디지털 플라이 바이 와이어 시스템(FBWS) 및 교관 제어 및 가변 FBWS 조종 특성, 그리고 내장 시뮬레이션을 통해 가능하다. 또한 이 기종은 전방 시현기(HUD)와 헬멧 마운티드 디스플레이(HMSS)를 갖추고 있으며, 이중 GPS/글로나스 수신기가 관성 기준 시스템(IRS)을 업데이트하여 고정밀 항법 및 정밀 조준을 제공한다. 개발사는 이 비행기가 전체 조종사 비행 훈련 프로그램의 최대 80%를 커버할 수 있다고 추정한다.

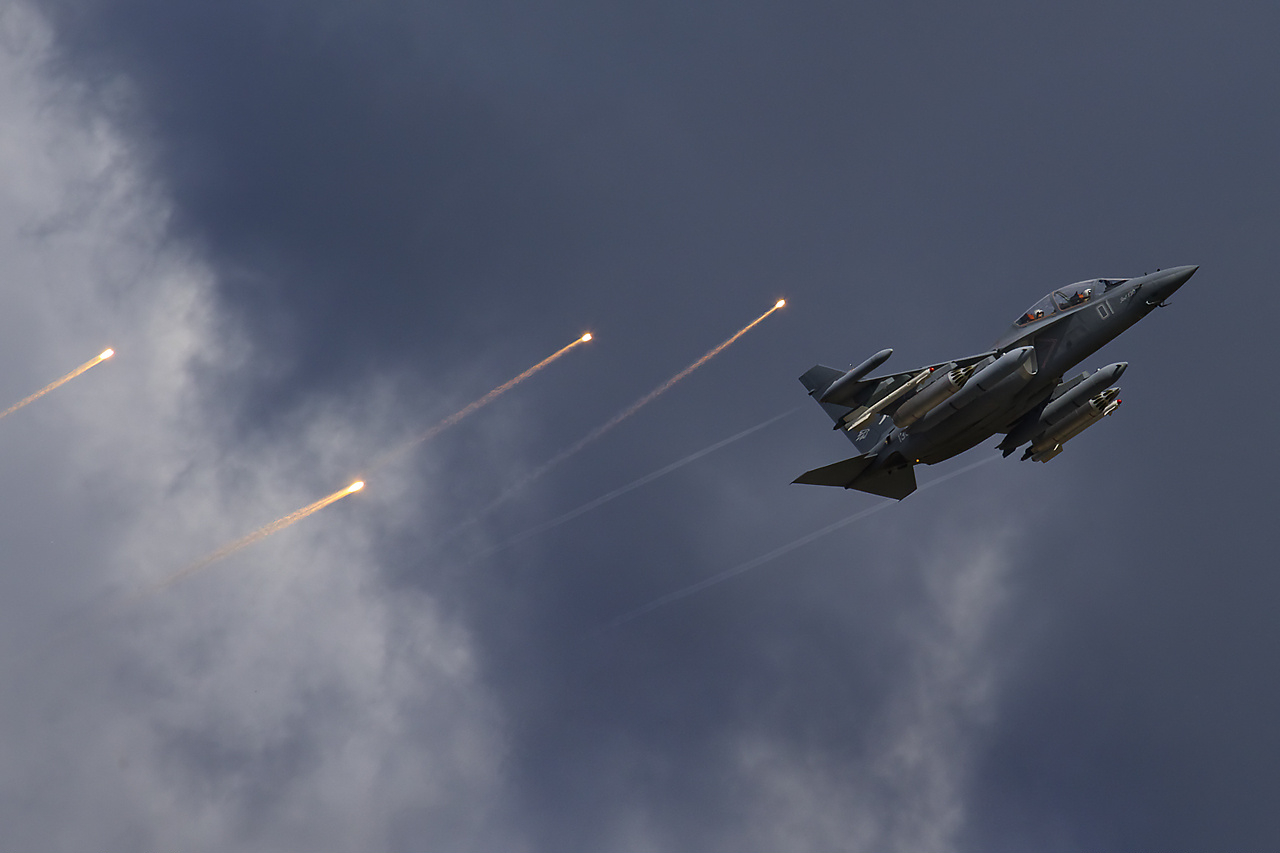
플레어를 전개하는 Yak-130

훈련 역할 외에도, 이 항공기는 경공격 및 정찰 임무를 수행할 수 있다. 이 항공기는 다양한 유도 및 비유도 무기, 보조 연료 탱크, 전자 포드를 포함한 3,000kg의 전투 하중을 운반할 수 있다. 수석 설계자 콘스탄틴 포포비치에 따르면, 2009년 12월에 끝난 시험 단계에서 이 비행기는 "러시아 공군에서 운용 중인 최대 500kg 중량의 모든 공중 무기"로 시험되었다. Yak-130은 9개의 하드포인트를 가지고 있다: 윙팁 2개, 날개 아래 6개, 동체 아래 1개.

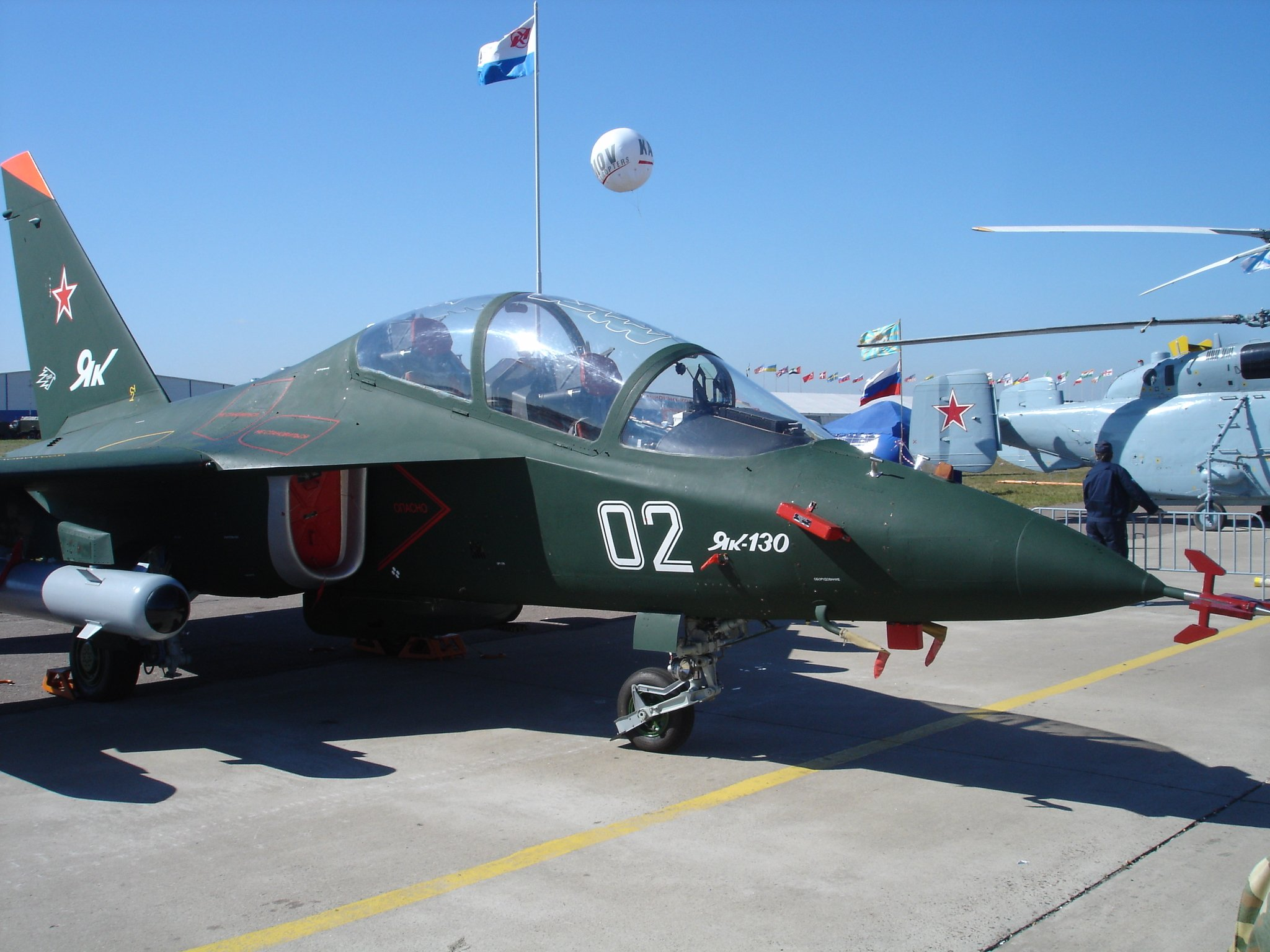
2005년 MAKS 에어쇼에서의 Yak-130

항공기의 쌍발 엔진은 조종석 캐노피만큼이나 앞으로 뻗어 있는 확장된 날개 뿌리 아래에 장착되어 있다. 두 개의 이브첸코 프로그레스 AI-222-25 FADEC 엔진은 총 49킬로뉴턴(11,000파운드)의 추력을 생산한다. 업그레이드된 "-28" 엔진도 제공되며, 추력을 12,000lbf(53kN)으로 증가시킨다. 정상 이륙 중량 7,250kg에서 "-25" 엔진으로는 0.70의 추력 대 중량비가 달성되며, "-28" 엔진으로는 0.77이 달성된다. 이는 BAE 시스템즈 호크 128의 0.65 및 아에로 보도초디 L-159B의 0.49와 비교된다.
최대 내부 연료 용량은 1,700kg이다. 두 개의 외부 전투 연료 탱크를 장착하면 이 수치는 2,600kg으로 증가한다. 최대 진대기속도는 마하 0.93(572노트)이고, 실용 상승 한도는 12,500m이며, 하중 계수는 -3g에서 +9g이다. "클린" 구성에서 일반적인 이륙 속도와 거리는 각각 113노트(209km/h)와 550m이며, 착륙 수치는 103노트(191km/h)와 750m이다. 측풍 한도는 30노트(56km/h)이다.
야코블레프 Yak-130은 FBWS 제어식 엔진 흡입구 블랭킹 도어를 장착하여 비포장 활주로나 잔디 활주로에서 운용 시 항공기 엔진이 이물질 손상을 입는 것을 방지한다.
대형 캐노피는 옆으로 경첩이 달려 있다.
Yak-130의 전투 훈련 세트에는 공대공 및 공대지 미사일, 폭탄 투하, 기관포 사격 및 기내 자위 시스템을 포함한 모의 및 실제 사격 시스템이 포함된다.

## 운용 현황

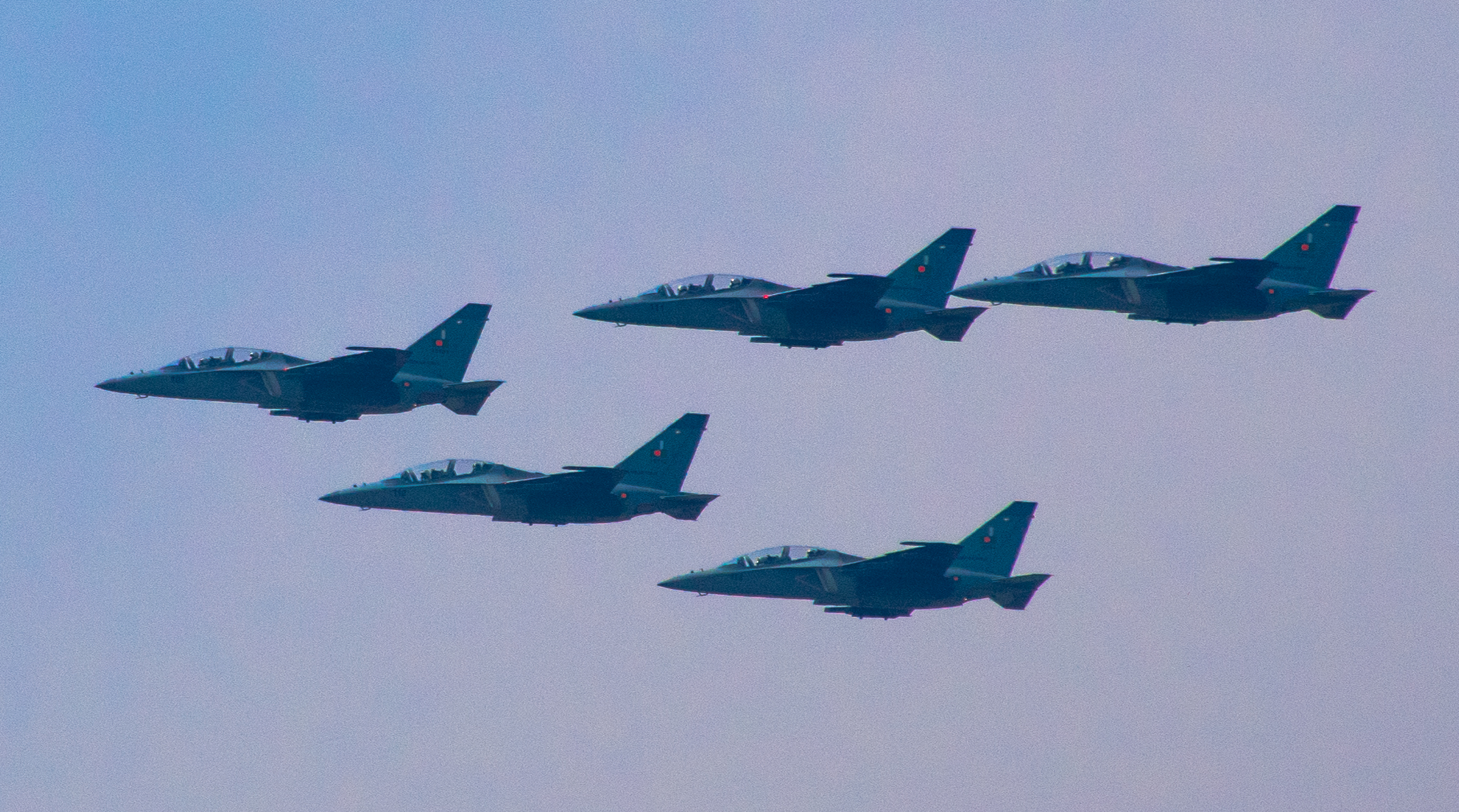
방글라데시 공군의 Yak-130

2005년, 러시아 공군은 12대의 Yak-130을 첫 주문했다. 러시아 항공우주군은 최소 72대의 Yak-130을 구매하여 4개의 훈련 연대를 장비할 계획이다. 알렉산드르 젤린 상급대장은 2011년 11월 8일 러시아 국방부가 2주 이내에 이르쿠트 법인과 65대 추가 항공기(확정 주문 55대 및 옵션 10대)에 대한 계약을 체결할 것이라고 발표했다. 젤린은 납품이 2017년까지 완료될 것으로 예상한다고 밝혔다.
최초의 양산형 항공기는 2010년 2월 19일 리페츠크의 훈련 센터로 인도되었다. 2011년 6월 러시아 국방부를 위한 소콜 공장에서 제작된 Yak-130 12대 계약이 이행된 후, 모든 후속 Yak-130 주문(국내 및 수출)은 이르쿠트 법인의 이르쿠츠크 항공 공장에서 처리하기로 결정되었다. 그러나 러시아 공군은 2012년 10월에 이르쿠츠크 공장에서 제작된 첫 Yak-130을 인도받았다.
2014년 2월 이르쿠트 법인은 러시아 국방부와 야코블레프 Yak-130 고등 제트 훈련기를 추가 공급하는 계약을 공개했다. 이르쿠트 사장 올레크 뎀첸코에 따르면, 회사는 12월 국방부와 12대의 Yak-130을 공급하여 새로운 에어쇼 팀을 구성하는 계약을 체결했다. 동시에 러시아 해군 항공대를 위한 10대의 추가 항공기 계약도 체결되었다.

#### 알제리
알제리는 Yak-130의 첫 수출 고객으로, 2006년 3월 16대를 주문했다. 2011년 러시아 공군에 첫 Yak-130이 도입된 지 불과 몇 달 만에 납품이 시작되어 다음 해에 주문이 완료되었다.

#### 방글라데시
2014년 1월, 방글라데시는 24대의 Yak-130을 주문했다. 항공기는 러시아로부터의 장기 대출로 구매되었다. 나중에 주문량은 16대로 줄었다. 첫 6대의 항공기는 2015년 9월 20일에 인도되었다. 두 번째 5대의 항공기는 2015년 12월 29일에 인도되었고, 다음 5대는 2016년 1분기까지 인도되었다.

#### 벨라루스
2012년 12월, 벨라루스 정부는 2015년 4월까지 벨라루스에 4대의 Yak-130을 제공하는 계약을 러시아와 체결했다. 2015년 8월에 4대의 추가 항공기 주문이 이루어졌고, 이들은 2016년 11월에 인도되었다. 2019년에 4대의 항공기가 추가로 인도되어 총 12대가 되었다. 모두 제206 비행 훈련 센터로 인도되었다.

#### 이란
수량이 불명인 주문이 이루어졌다. 첫 두 대의 배치는 2023년 9월 초에 인도되었다. 이들은 이스파한 인근 이란 제8 전술 공군 기지에서 이란 조건에 따라 시험 중이다.

#### 라오스
라오스는 2017년 8월 10대의 Yak-130을 주문했다. 납품은 2018년에 시작되었다.

#### 미얀마
미얀마는 2015년 6월 6대의 Yak-130을 주문했다. 6대 모두 2017년 12월에 인도되었다. 나중에 6대가 추가 주문되었다. 2021년 쿠데타 이후, 미얀마는 추가로 6대의 제트기를 인도받았으며, 이는 미얀마 공군 창설 74주년 기념식에서 공개되었다.

### 잠재적 주문
2012년 4월, 이르쿠트 법인 사장 알렉세이 페도로프는 "10개 이상의 잠재 고객"이 있다고 주장했다.

#### 아르헨티나
2021년 러시아는 아르헨티나 공군에 15대의 MiG-29 전투기와 12대의 Su-30 전투기를 제공했으며, Yak-130 훈련기와 밀 Mi-17 헬리콥터 판매도 추진하고 있다.

#### 볼리비아
볼리비아는 Yak-130을 퇴역한 록히드 T-33의 대체 후보로 고려하고 있다.

#### 카자흐스탄
2010년과 2012년에 각각 Yak-130 잠재적 주문에 대한 두 차례의 협상이 러시아와 진행되었다. 확정된 주문은 없었지만, Yak-130은 카자흐스탄의 현재 아에로 L-39C 훈련기가 수명 주기를 다했을 때 대체용으로 구매될 수 있다.

#### 말레이시아
2012년 11월, 로소보로넥스포르트 대표 세르게이 코르네프는 말레이시아와 여러 다른 국가들도 Yak-130에 관심을 보이고 있다고 말했다. 그는 주하이 에어쇼에서 이 말을 했다.

#### 우루과이
우루과이 공군은 A-37 드래곤플라이를 대체하기 위해 이 항공기를 고려하고 있으며, 아마도 중고 F-5 프리덤 파이터도 다른 가능한 후보가 될 수 있다.

### 취소 및 미이행 주문

#### 리비아
리비아는 6대의 비행기를 주문했다. 납품은 2011~2012년에 이루어질 예정이었으나, 리비아 리비아 과도국가평의회는 2011년 9월 기존의 모든 무기 계약 검토의 일환으로 Yak-130 주문을 취소했다.

#### 시리아
시리아는 36대의 항공기 구매에 동의했지만, 시리아 내전으로 인해 러시아가 이들의 납품을 연기했다. 2014년 5월 러시아는 시리아에 야코블레프 Yak-130을 공급할 것이라고 발표했다. 시리아는 2014년 말까지 9대, 2015년에 12대, 2016년에 15대, 총 36대의 항공기를 인도받을 예정이었다. 그러나 2019년 현재까지 납품은 이루어지지 않았다.

## 운용 역사

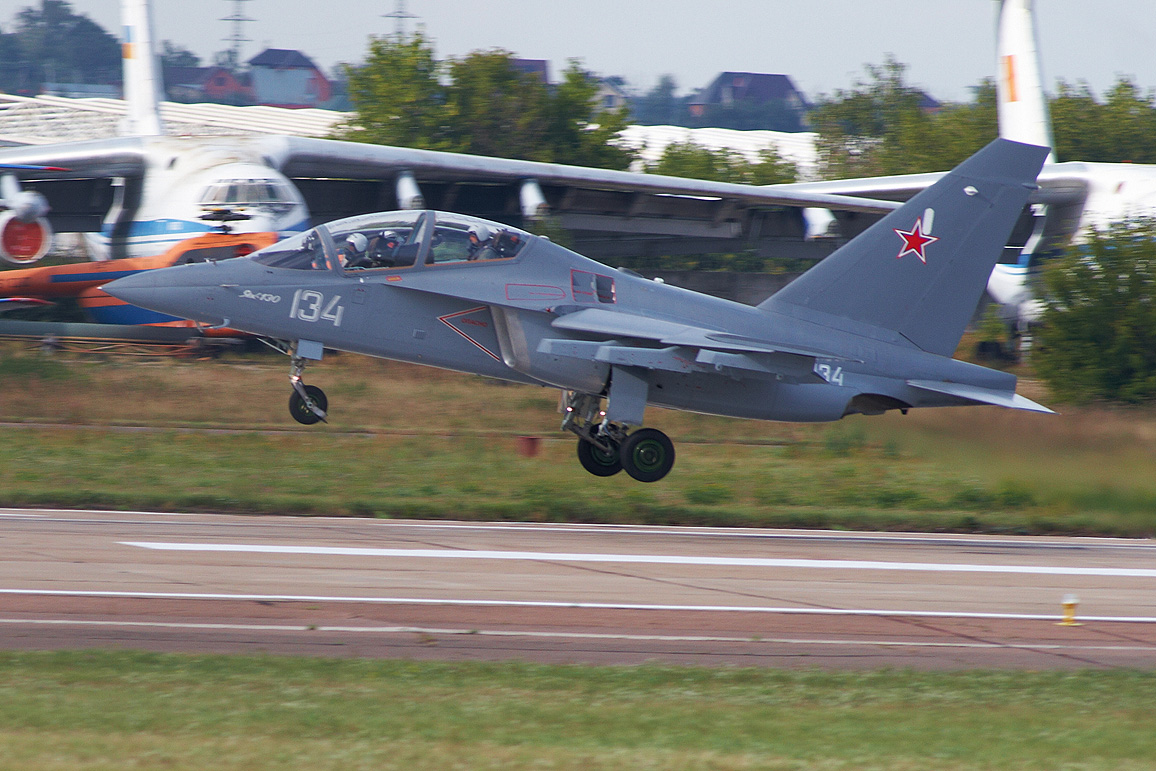
MAKS-2011에서의 Yak-130

Yak-130D로 명명되고 RA-43130으로 등록된 첫 번째 프로토타입은 1996년 4월 25일 주콥스키 국제공항에서 첫 비행을 했다.
2004년 4월 30일, 니즈니노브고로드의 소콜 공장에서 조립된 첫 번째 선행 생산 Yak-130이 첫 비행을 했다. 이 비행기는 2005년 6월 파리 에어쇼에서 처음으로 공개되었다. 이어서 3대의 선행 생산 항공기가 더 제작되었다.
2009년 12월, 항공기는 국가 시험을 완료하고 러시아 공군에 취역 승인을 받았다.
Yak-130은 적어도 2020년부터 미얀마 내전에서 전투에 사용되었다. 민간인에 대한 군사 공습의 검증 가능한 증거가 온라인에 공개된 후 그 사용은 비판을 받았다.

## 사고
- 2006년 6월 26일: 야코블레프 Yak-130 프로토타입이 랴잔 지역에서 추락했다. 두 조종사 모두 무사히 탈출했으며 부상은 없었다.[46]
- 2010년 5월 29일: 선행 생산 Yak-130이 리페츠크 비행장에서 추락했다. 사고는 시험 비행 중 발생했다. 두 조종사 모두 탈출했고 상태는 양호했다. 지상에서는 사상자나 부상자가 없었다.[47][48]
- 2014년 4월 15일: 아스트라한 지역, 아흐투빈스크에서 25km 떨어진 바타예프카 마을 근처에서 Yak-130이 추락했다. 두 조종사 모두 탈출했지만, 세르게이 세레긴 중령은 사망했다. 사고 원인은 오작동이었다. Yak-130은 보리소글렙스크의 V.P. 치칼로프 명명 제1080적기항공인력재훈련센터 소속이었다. 지상에서는 사상자나 피해가 없었다.[49]
- 2017년 7월 11일: 방글라데시 공군 야코블레프 Yak-130이 방글라데시 남동부 치타공구의 로하가라에서 추락했다.[50] 두 조종사 모두 무사했다.[51]
- 2017년 12월 27일: 방글라데시 공군 야코블레프 Yak-130 두 대가 콕스바자르의 마헤쉬칼리섬에서 공중 충돌로 추락했다. 공식 보고서에 따르면 사고는 훈련 비행 중 대형 이탈 시 발생했다. 네 조종사 모두 생존 구조되었다.[52][53]
- 2021년 5월 19일: 벨라루스 공군 야코블레프 Yak-130이 바라나비치에서 추락하여 도시 내 한 주택에 경미한 피해를 입혔다. 두 조종사 모두 탈출했지만 사망했다.[54]
- 2022년 2월 18일: 미얀마의 반군부 민병대(PDF)는 흐마비 공군 기지에서 두 대의 Yak-130을 손상시켰다고 주장했다.[55][31]
- 2022년 6월 29일: 미얀마 공군 Yak-130이 조류 충돌로 인해 손상된 것으로 보인다.[56]
- 2024년 5월 9일: 방글라데시 공군 야코블레프 Yak-130이 치타공에서 추락했다. 방글라데시 당국은 추락 원인을 기계적 결함으로 추정했다. CCTV 영상에는 항공기가 빠르게 하강하면서 3차례의 에일러론 롤을 수행한 뒤, 착륙 장치 없이 활주로에 바로 충돌하는 모습이 담겨 있다. 그 후 항공기는 불이 붙고 다시 튕겨져 올라갔다. 두 승무원 모두 탈출하여 생존 구조되었다. 조종사는 병원에서 사망했고, 부조종사는 중상을 입었다.[57][58][59][60][61]
- 2024년 10월 10일: 러시아 공군 야코블레프 Yak-130이 볼고그라드주에서 추락했다. 조종사는 항공기에서 탈출했다[62]
- 2024년 11월 6일: 베트남 인민군 공군 940 비행 훈련 연대 소속 야코블레프 Yak-130이 빈딘성 상공에서 훈련 비행 중 추락했다. 두 조종사 모두 항공기에서 탈출하여 생존 구조되었다.[63]

## 변형 및 파생 기종

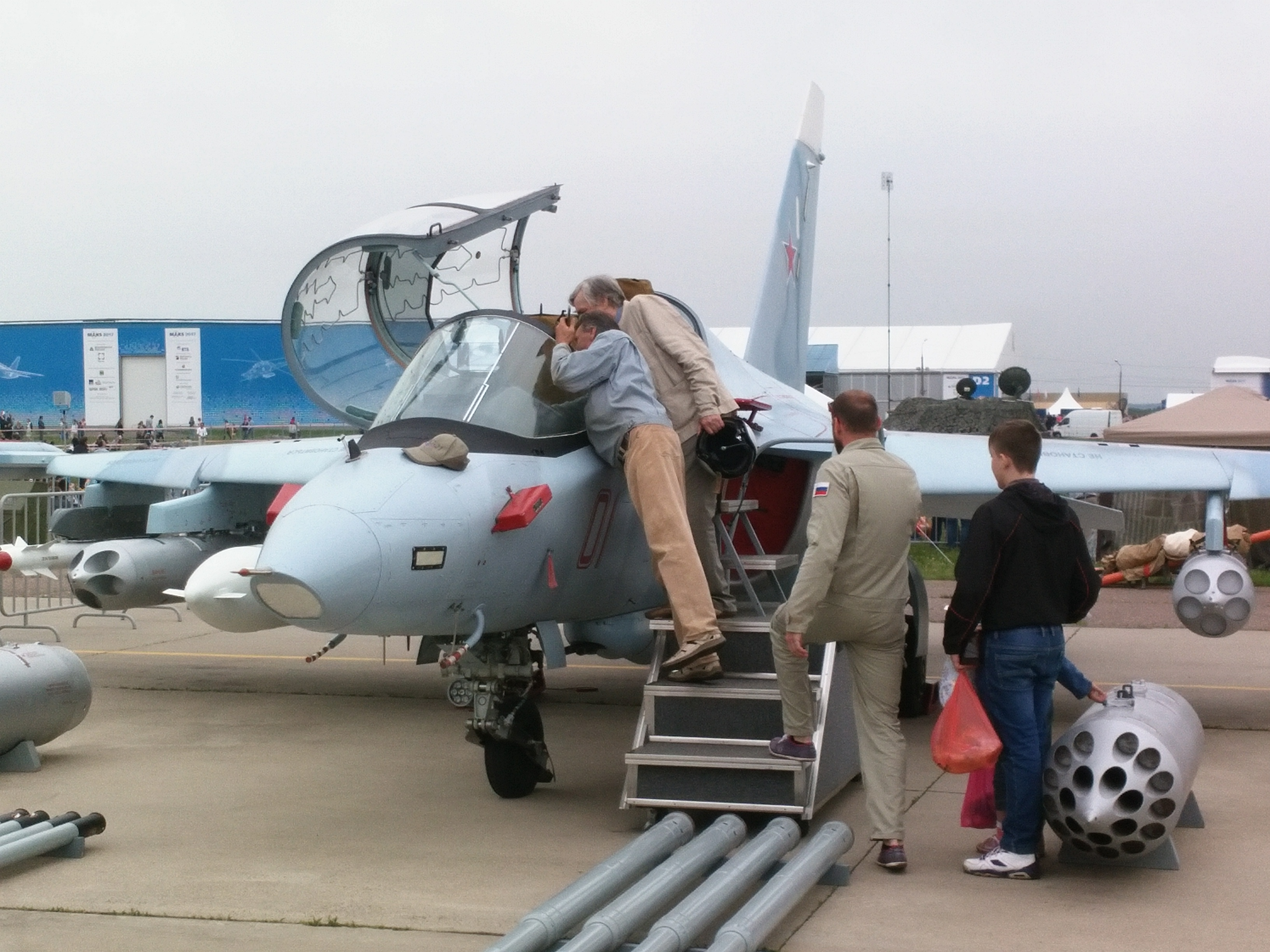
Yak-131

야코블레프 Yak-130D
Yak-130 프로토타입.
야코블레프 Yak-130
기본형 복좌 고등 훈련기다.
야코블레프 Yak-131
수호이 Su-25의 대체기로 설계된 경공격기. 이 버전은 조종석 및 엔진 장갑, GSh-30-1 기관포, 그리고 기계식 또는 전자식 빔 스캔이 가능한 파조트론 코프요 레이더 또는 티호미로프 NIIP 오사 PESA 레이더를 장착할 예정이다.
야코블레프 Yak-133
LUS용 경공격기. 이 프로젝트는 1990년대 초에 취소되었다.
야코블레프 Yak-133IB
전투폭격기.
야코블레프 Yak-133PP
재밍 포드를 탑재한 전자전기.
야코블레프 Yak-133R
전술 정찰형.
야코블레프 Yak-135
4인승 VIP 수송기.
야코블레프 Yak-130M
2024년 8월에 공개된, 더 많은 무기와 장비를 갖춘 현대화된 버전이다. 주로 수출 시장을 대상으로 한다.

## 운용국
알제리
- 알제리 공군 – 16대 운용 중[67]
  - 제620 고등 훈련 비행대[68]

 방글라데시

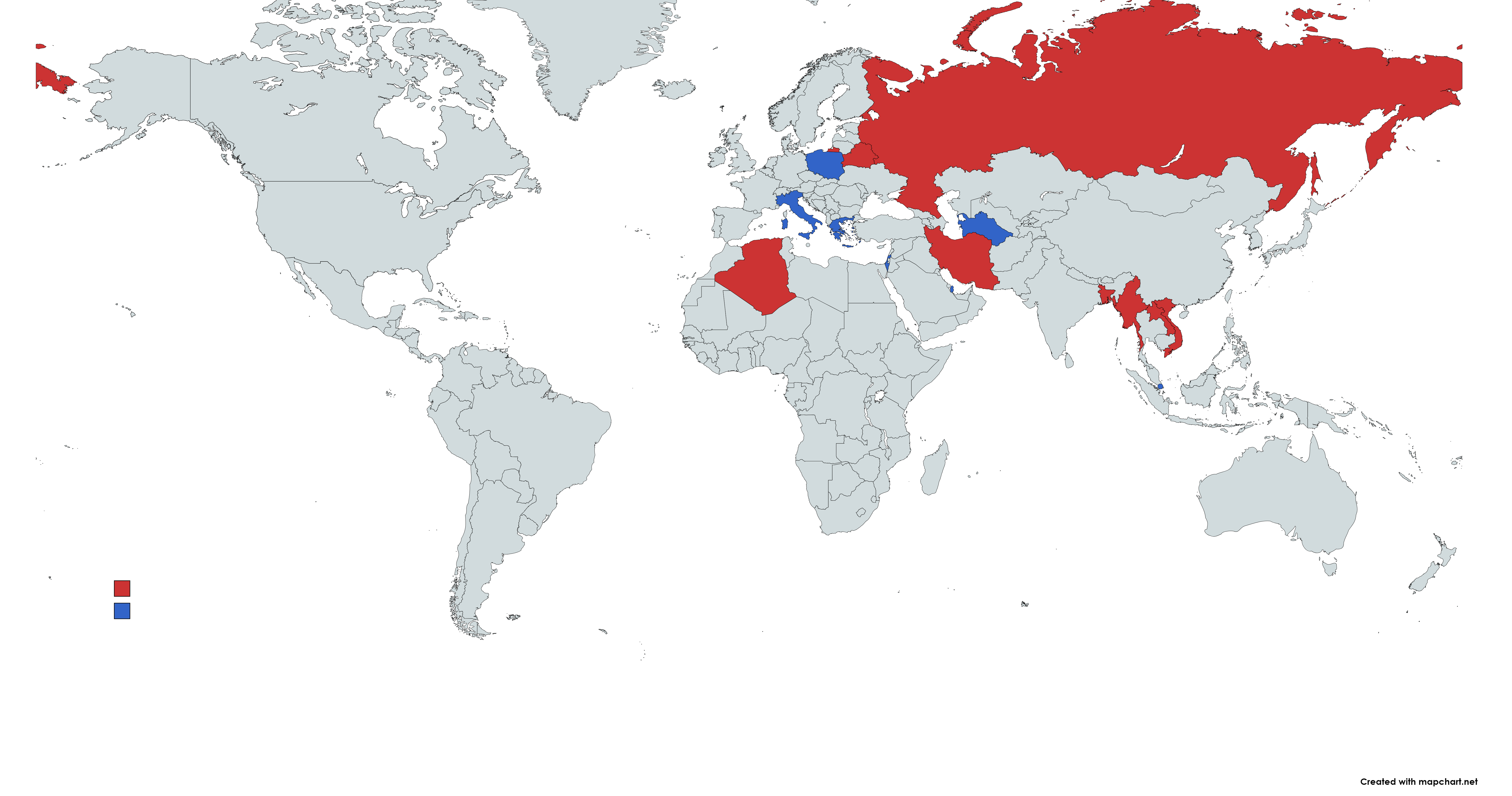
Yak-130 (빨간색) 및 M-346 (파란색) 운용국

- 방글라데시 공군 – 12대 운용 중.[69] 4대 훈련 사고로 손실.[70][71][72]
  - 제21 비행대 (어벤저스)
  - 제105 비행대 (트라이던트)

 벨라루스
- 벨라루스 공군 – 11대 운용 중.[67] 2021년 훈련 비행 중 1대 손실.[73] 벨라루스 탈리스만 ADS로 개조 예정.

 이란
- 이란 공군 – 최소 6대 운용 중.[74][75][76]

 라오스
- 라오스 인민 해방군 공군 – 4대 운용 중. 6대 주문 중.[67][77]

 미얀마
- 미얀마 공군 – 18대 운용 중[67]

 러시아
- 러시아 항공우주군 – 112대 이상 운용 중.[78][79][67][80][81] 2009년부터 2023년까지 117대 이상의 양산형 항공기가 인도되었으며, 5대가 기체 손실을 입었다.[82]
  - 제160 훈련 항공 연대
  - 제713 훈련 항공 연대
  - V. P. 치칼로프 명명 제929 국가 비행 시험 센터
- 러시아 해군 항공대 – 10대 주문 중. 아에로 L-39 대체 예정.[67]
  - 제859 해군 항공 전투 적용 및 승무원 훈련 센터

 베트남
- 베트남 인민군 공군 – 11대 운용 중, 1대 추락으로 손실.[83][84][85]

## 제원

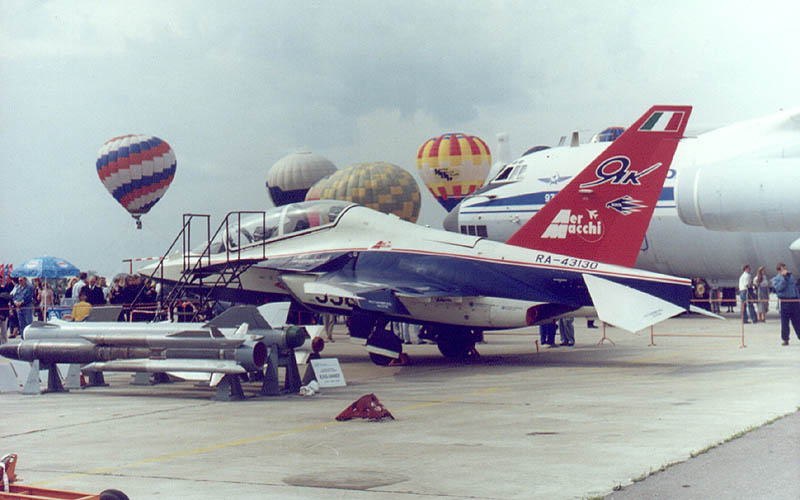
뒤쪽에서 찍은 Yak-130

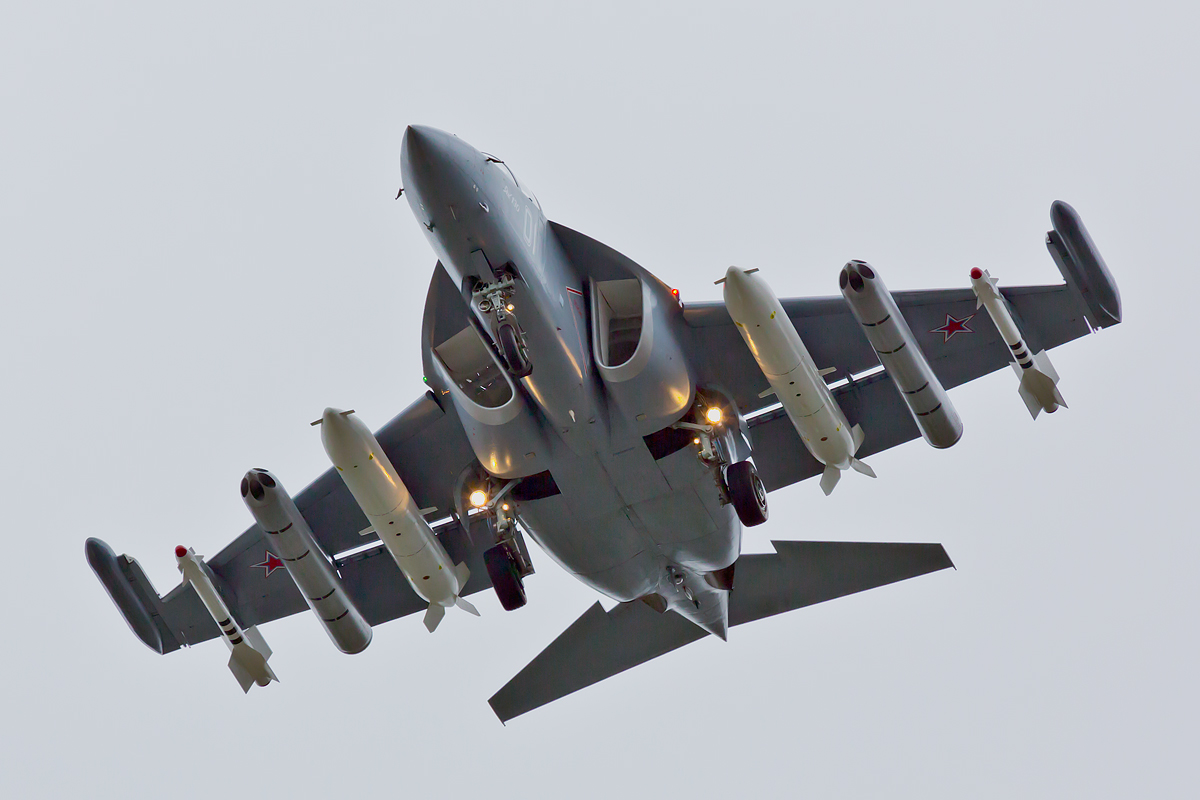
최대 무장을 한 Yak-130

Data from YAK-130
일반 특성
- 승무원: 2
- 길이: 11.49 m (37 ft 8 in)
- Wingspan: 9.84 m (32 ft 3 in)
- 높이: 4.76 m (15 ft 7 in)
- 날개 면적: 23.52 m2 (253.2 ft2)
- 공허중량: 4,600 kg (10,141 lb)
- 전비중량: 7,250 kg (15,984 lb)
- 최대이륙중량: 10,290 kg (22,686 lb)
- 엔진: 2 × 이브첸코-프로그레스 AI-222-25 터보팬 엔진, 24.52 kN (5,510 lbf) thrust  each

성능
- 최대속력: 1,060 km/h (659 mph; 572 kn)
- 순항속도: 887 km/h (551 mph; 479 kn)
- Stall speed: 165 km/h (103 mph; 89 kn)
- 항속거리: 2,100 km (1,305 mi; 1,134 nmi)
- Combat range: 555 km (345 mi; 300 nmi) [87]
- 실용상승한도: 12,500 m (41,010 ft)
- g limits: +8.0 −3.0
- 상승률: 65 m/s (12,800 ft/min)
- Wing loading: 276.4 kg/m2 (56.6 lb/ft2)
- Thrust/weight: 0.70[88]

무장

- Guns: SNPU-130 기관포 포드
- Hardpoints: 9개 (윙팁 각 1개, 날개 아래 각 3개, 동체 아래 1개)[16] with a capacity of 최대 3,000kg,with provisions to carry combinations of:
  - 로켓: 80mm S-8 로켓, S-25 로켓
  - 미사일: R-73 적외선 유도 공대공 미사일
  - 폭탄s: FAB-M62, ZB-500, KAB-500Kr

## 같이 보기
관련 개발
- 알레니아 아에르마키 M-346

유사 항공기
- AIDC T-5
- 보잉 T-7 레드 호크
- 홍두 L-15
- T-50 골든이글
- TAI 휘르제트

## 참고 자료
- Butowski, Piotr. "Russian T-Bird". Air International, Vol. 83 No. 3, September 2012. pp. 92–95. ISSN 0306-5634.
- Gunston, Bill. Yakovlev Aircraft since 1924. London: Putnam Aeronautical Books, 1997. ISBN 1-55750-978-6.

틀:Aviation.ru